# Parafia św. Stanisława Biskupa w Hussakowie
Parafia św. Stanisława Biskupa w Hussakowie − parafia rzymskokatolicka znajdująca się w archidiecezji lwowskiej w dekanacie Sambor.
Parafia nie posiada własnego proboszcza i jest administrowana dojazdowo przez proboszcza z parafii Miżyniec.